# Fédération italienne de football
La Fédération italienne de football (en italien : Federazione Italiana Giuoco Calcio, FIGC) est une association regroupant les clubs de football d'Italie et organisant les compétitions nationales et les matchs internationaux de la sélection d'Italie.
La fédération nationale d'Italie est fondée en 1898. Elle est affiliée à la FIFA depuis 1905 et est membre de l'UEFA depuis sa création en 1954. Créée sous le nom de Federazione Italiana Football (FIF) en 1898, elle change de nom en 1909 pour devenir offiellement la Federazione Italiana Giuoco Calcio ou FIGC.

## L'histoire de la FIGC
C'est à Turin et en 1898 que débute l'histoire de la Fédération italienne de football (FIGC) avec l'élection de son premier président, Mario Vicary. Depuis quelques années, le football est un véritable phénomène dans les principales villes du pays (Turin, Naples, Gênes, Palerme, Milan) et la création d'une structure pour encadrer et développer cette activité est inéluctable. 
Dès 1898, et au cours d'un tournoi joué en une seule journée à Turin, le 8 mai 1898, le Genoa CFC s'impose face à trois équipes turinoise, le Football Club Torinese, la Reale Società Ginnastica Torino, l'Internazionale Torino et devient officiellement le premier champion d'Italie reconnu par la FIGC.
Alors que le championnat d'Italie se développe et accueille de plus en plus d'équipes en son sein (9 équipes s'affrontent lors de l'édition 1909-1910), la première équipe d'Italie joue son premier match contre la France le 15 mai 1910 à Milan. Les Italiens jouent en blanc et l'emportent 6 buts à 2 devant une foule très enthousiaste.
Les équipes du sud de la péninsule sont pour la première fois admises par la FICG lors du Championnat d'Italie de football 1912-1913.
Avec la Première Guerre mondiale et le départ de joueurs et dirigeants au front, le championnat d'Italie doit s'arrêter pendant trois ans, de 1916 à 1919. L'Inter Milan est le 1er champion de l'après-guerre après une finale nationale remportée 3-2 face à l'US Livourne le 20 mai 1920 à Bologne.
En 1926, la Fédération italienne décide de limiter le nombre d'étrangers à un par équipe et par match de championnat ce qui entraîne le départ d'une bonne partie des Hongrois, nombreux en Série A durant les années 1920.
L'organisation de la Coupe du monde de football de 1934 est obtenue sous la présidence de Leandro Arpinati qui laisse sa place à Giorgo Vaccaro avant l'évènement, le succès de l'équipe d'Italie marque l'histoire du football italien. Durant son mandat (1933-1942), Vaccaro voit également la victoire de la Nazionale lors de la Coupe du monde de football de 1938 en France. En 1936, les italiens décrochent aussi la médaille d'or aux Jeux olympiques d'été de 1936 de Berlin. Giuseppe Meazza, Silvio Piola et ses coéquipiers n'ont alors pas de rivaux sur la planète foot.
À la suite de ces années de vaches maigres pour la sélection italienne, les dirigeants du football italien décident d'opérer une vraie réforme de la fédération : Bruno Zauli (1958-1959) puis Umberto Agnelli (1959-1961) se penchent ainsi sur ce problème et favorisent le développement de la formation des jeunes. Cette politique, ainsi que l'arrivée au premier plan de ses clubs sur la scène européenne avec 3 victoires en C2 en 1963, 1964 et 1965 grâce à l'Inter Milan et l'AC Milan, profite à la sélection qui remporte l'Euro 1968 sur ses terres. Deux ans plus tard, et sous la présidence d'Artemio Franchi la Nazionale atteint la finale de la Coupe du monde de 1970 battu seulement par le Brésil de Pelé.
Artemio Franchi est président de la Fédération italienne de 1966 à 1976 puis de 1978 à 1980, année où il doit démissionner à la suite du scandale des matches truqués dit scandale du Totonero.
Malgré ces tumultes au sommet de la Fédération, mais aussi au sein de l'équipe nationale (ou plusieurs joueurs sont impliqués dans cette affaire), la Nazionale remporte la Coupe du monde de football de 1982 en Espagne durant un tournoi final ou les Azzurris montèrent en puissance. Federico Sordillo est alors Président de la Fédération italienne.
Comme en 1982, l'Italie ne se présente pas dans les meilleures conditions pour disputer la Coupe du monde de football de 2006. L'Affaire des matches truqués du Calcio implique en effet quelques joueurs de la sélection (dont plusieurs jouent à la Juventus) et plusieurs membres de la Fédération italienne dont Pierluigi Pairetto responsable de la désignation des arbitres. Pourtant, comme 24 ans plus tôt les Italiens remportent le trophée et ajoute une quatrième étoile à leur maillot après la victoire aux penalties contre la France 1-1 (5 tirs au but à 3).
Après le Calciopoli, l'autre nom du scandale de 2006, la FIGC, dirigé en 2007 par Luca Pancalli doit faire face à la montée de l'ultra-violence dans les stades italiens au tournant des années 2000. Le 7 février 2007, après le derby sicilien entre Calcio Catane et l'US Palerme un policier décède après l'agression d'un Ultra de Catane. À la suite de cet évènement qui fait suite également au meurtre d'un supporter du Genoa par un ultra de l'AC Milan, le Président de la Fédération, Pancalli suspend temporairement tous les matches de football sur le sol italien.
Le 2 avril 2007, Giancarlo Abete est élu à la tête de la Fédération italienne.
À la suite de l'élimination de l'Italie lors de la Coupe du monde de football 2014, Giancarlo Abete et Cesare Prandelli démissionnent de leurs postes respectifs.
À la suite d'une campagne électorale sous le signe de la polémique entre Demetrio Albertini et Carlo Tavecchio, ce dernier est élu à la tête de la Fédération italienne de Football le 11 août 2014 et nomme à la tête de la Nazionale Antonio Conte.

### Les présidents depuis 1898
| Présidents                                                       | Début du mandat | Fin du mandat |
| Mario Vicary                                                     | 1898            | 1905          |
| Giovanni Silvestri                                               | 1905            | 1907          |
| Emilio Balbiano di Belgioioso                                    | 1907            | 1909          |
| Luigi Bosisio                                                    | 1909            | 1910          |
| Felice Radice                                                    | 1910            | 1911          |
| Alfonso Ferrero di Ventimiglia                                   | 1911            | 1912          |
| Emilio Valvassori Vittorio Rignon                                | 1912            | 1913          |
| De Rossi                                                         | 1913            | 1914          |
| Carlo Montù                                                      | 1914            | 1915          |
| Francesco Mauro                                                  | 1915            | 1919          |
| Carlo Montù                                                      | 1919            | 1920          |
| Francesco Mauro                                                  | 1920            | 1921          |
| Giovanni Lombardi Luigi Bozino                                   | 1921            | 1923          |
| Giovanni Mauro                                                   | 1923            | 1924          |
| Luigi Bozino                                                     | 1924            | 1926          |
| Leandro Arpinati                                                 | 1926            | 1933          |
| Giorgio Vaccaro                                                  | 1933            | 1942          |
| Luigi Ridolfi                                                    | 1942            | 1944          |
| Giovanni Mauro Giuseppe Baldo Fulvio Bernardini Ottorino Barassi | 1944            | 1946          |
| Ottorino Barassi                                                 | 1946            | 1958          |
| Bruno Zauli                                                      | 1958            | 1959          |
| Umberto Agnelli                                                  | 1959            | 1961          |
| Giuseppe Pasquale                                                | 1961            | 1967          |
| Artemio Franchi                                                  | 1967            | 1976          |
| Franco Carraro                                                   | 1976            | 1978          |
| Artemio Franchi                                                  | 1978            | 1980          |
| Federico Sordillo                                                | 1980            | 1986          |
| Franco Carraro Andrea Manzella                                   | 1986            | 1987          |
| Antonio Matarrese                                                | 1987            | 1996          |
| Raffaele Pagnozzi                                                | 1996            | 1996          |
| Luciano Nizzola                                                  | 1996            | 2000          |
| Gianni Petrucci                                                  | 2000            | 2001          |
| Franco Carraro                                                   | 2001            | 2006          |
| Guido Rossi                                                      | 2006            | 2006          |
| Luca Pancalli                                                    | 2006            | 2007          |
| Giancarlo Abete                                                  | 2007            | 2014          |
| Carlo Tavecchio                                                  | 2014            | 2018          |
| Roberto Fabbricini                                               | 2018            | 2018          |
| Gabriele Gravina                                                 | 2018            | 2021          |
| Gabriele Gravina                                                 | 2021            | 2024          |

### Les différents logos

De 1984 à 1992
De 1992 à 2005
De 2005 à 2007
De 2007 à 2017
De 2017 à 2021
Depuis 2021

## Composition

### Bureau actuel
- Président : Gabriele Gravina
- Vice-Présidents : Maurizio Beretta
- Directeur général : Antonello Valentini
- Secrétaire fédéral : Antonio Di Sebastiano

### Composantes de la FIGC
La FIGC est composé de six sections distinctes :
- la Lega Nazionale Professionisti appelé aussi Lega Calcio qui organise la Serie A, la Serie B, la Coupe d'Italie de football, la Supercoupe d'Italie de football, le Championnat Primavera (- de 20 ans), la Coupe d'Italie Primavera (- de 20 ans) et la Supercoupe Primavera (- de 20 ans).
- la Lega Italiana Calcio Professionistico appelé aussi Lega Pro qui organise les championnats des 3e et 4e divisions: la Lega Pro Prima Divisione et Lega Pro Seconda Divisione
- la Lega Nazionale Dilettanti (la LND) qui gère et organise les championnats de Serie D, la division la plus haute des clubs amateurs, composée de 19 sous-divisions régionales. Cette Lega Nazionale Dilettanti est également chargée d'organiser les deux principaux championnats féminins du pays (Serie A et Serie B) ainsi que les Championnats d'Italie de footballs en salle et de plage.
- l'Associazione Italiana Calciatori (l'AIC) qui est l'association défendant l'intérêt des joueurs professionnels en Italie de la Serie A à la Serie D.
- l'Associazione Italiana Allenatori Calcio (l'AIAC) qui défend l'intérêt des entraineurs des clubs professionnels.
- l'Associazione Italiana Arbitri (l'AIA), chargé du recrutement, de la formation, de la protection, et de la désignation des arbitres dans les différentes divisions du football italien. Il y a 212 sections chargé de l'arbitrage sur tout le territoire national italien.

## Autres

### Top 10 des joueurs italiens par la FIGC
Le 2 décembre 2008, la FIGC a désigné ses 10 meilleurs joueurs italiens de tous les temps, dans l'ordre :
1. Roberto Baggio
2. Giuseppe Meazza
3. Luigi Riva
4. Paolo Maldini
5. Giacinto Facchetti
6. Sandro Mazzola
7. Giuseppe Bergomi
8. Valentino Mazzola
9. Marco Tardelli
10. Paolo Rossi
11. Gianni Rivera
12. Marco Tardelli
13. Gaetano Scirea
14. Andrea Pirlo
15. Franco Baresi
16. Dino Zoff
17. Gianluigi Buffon

### Palmarès des équipes nationales
Équipe masculine d'Italie :
- Coupe du monde (4) : 1934, 1938, 1982, 2006
- Championnat d'Europe (2) : 1968, 2020
- Jeux olympiques (1) : 1936
- Coupe internationale (2) : 1927-1930, 1933-1935

Équipe féminine d'Italie :
- Mundialito (non officiel) (4) : 1981, 1982, 1984, 1986
- Championnat d’Europe (non officiel) (1) : 1969

Italie espoirs masculins :
- Championnat d'Europe (5) : 1992, 1994, 1996, 2000, 2004
- Tournoi de Toulon (1) : 2008